# Edwin Samuel Gaillard
Edwin Samuel Gaillard (ur. 16 stycznia 1827 w Charleston, zm. 1 lutego 1885 w Louisville) – amerykański lekarz, wydawca czasopism medycznych, uczestnik wojny secesyjnej.
Ukończył z wyróżnieniem Medical College of South Carolina w 1854 roku. Osiadł na Florydzie, potem przeniósł się do Nowego Jorku. Odbył też podróż do Europy. Brał udział w wojnie secesyjnej po stronie Konfederatów. Podczas bitwy pod Fair Oaks, podczas zaopatrywania ran gen. Johnstona, sam został raniony w prawą rękę, którą musiano mu potem amputować.
Był redaktorem "Richmond Medical Journal" (od 1866), "Richmond and Louisville Medical Journal", "American Medical Weekly" (od 1874 do 1883) i "Gaillard's Medical Journal" (od 1879). Był profesorem Medical College of Virginia i pierwszym dziekanem Louisville Medical School.